# 縦断勾配
- d = 水平長さ
- Δh = 垂直長さ
- l = 斜面長さ
- α = 傾斜角

縦断勾配（じゅうだんこうばい、longitudinal slope）あるいは勾配、斜度、傾斜率 (slope、grade、gradient、inclination、pitch、inclination pitch) もしくは上り (rise) は、物理的地勢や地理学的地形あるいは建築物において、水平面に対する面の傾斜具合を表す言葉である。これは解析学的な意味での勾配の、ゼロが重力レベルを指し示す特別の場合である。数値がより高ければ、「傾斜」の度合いがよりきついことを指し示す。勾配はしばしば、「垂直距離」("rise") の「水平距離」("run") に対する比、あるいは分数（垂直距離⁄水平距離）として表される。
勾配の概念は、実在の物理的地勢（峡谷、丘面、水路や川の土手や川底など）の測定、あるいは建築（道路、鉄道の線路、景観や庭園の整地、屋根勾配、水道および歩行者-障碍者-自転車通路など）に対する新たな要素のデザインや技術に適用できる。

## 表現方法
傾斜度合いの表し方にはいくつかの方法がある。

グラードの百分率と度数法の角の図示

1. 水平面からの傾斜角度として表す方法。水平方向への渡りと垂直方向への立ち上がりが直角を成す直角三角形の、立ち上がりとは反対側の角の角度 α 。三角関数も参照。
2. 百分率で表す方法。式は {\displaystyle 100{\frac {\text{rise}}{\text{run}}}}、これは傾斜角 α の正接の100倍とも書ける。アメリカ合衆国では、運輸（道路、街路、高速道および線路）、測量、建築、土木工学などでの斜度を表すのに、この百分率の単位に「グラード」("grade") が最も一般に用いられる。
3. 千分率で表す方法。式は {\displaystyle 1000{\frac {\text{rise}}{\text{run}}}}、これは傾斜角 α の正接の1000倍とも書ける。大陸ヨーロッパを始めとする鉄道で勾配を表すのに広く用いられている。
4. 水平距離に占める垂直距離の比率で表す方法。例えば100フィート進むごとに5フィート上昇するなら、傾斜率は20に対して1である（普通は数学的な比の記法を使って 1:20 のように書く）。オーストラリアやイギリスで鉄道の勾配を表すのに使われる一般的な方法である。

これら表現方法のどれ一つとっても、互換的に勾配を特徴づけるのに用いることができる。例えばグラードがふつう百分率で表されるが、一方でこれを同じ情報を持つ水平面からの角度 α に換算することは容易である。
水平距離が未知である場合に勾配を表す方法として、垂直距離を斜辺長（つまり斜面距離）で割ることを考えることもできる。これは勾配を測るのにふつうは正接 (tangent) をとるところ、それと異なり正弦 (sine) を取ることに相当するから、この方法は角度が大きくなるにつれて通常の「垂直距離を水平距離で割る」方法から離れていくことになる（小さい角に関する近似公式を参照）。
定義から従う勾配の数学的原理の多くは、実際の地形に対しても適用することができる。イギリスでは道路標識や地図や建設工事において勾配を 1:12 のような比で表すのが伝統的であったが、勾配を示す符号を百分率で表すことが一般化してきている。
土木工学への応用や物理的地形において、斜度は特定の意味のある方向（普通は高速道路や鉄道の路床の経路）に沿って計算される。

### 数学的な関係式
冒頭に掲げた図の記号を用いれば、各種の勾配の値を以下の式を用いて関係付けることができる。
商としての正接
{\displaystyle \tan {\alpha }={\frac {\Delta h}{d}}.}
この比を100倍すれば百分率表示にもできる。
正接から傾斜角へ
{\displaystyle \alpha =\arctan {\frac {\Delta h}{d}}.}
正接の値が百分率表示の場合の傾斜角は
{\displaystyle \alpha =\arctan {\frac {\%\,{\text{slope}}}{100}},}
正接が比率 (1 : n) で与えられている場合は
{\displaystyle \alpha =\arctan {\frac {1}{n}}.}

## 道路
車輛工学において、さまざまな地上ベースの設計（車、SUV、トラック、列車など）は地勢を登る能力が査定される（列車は車よりも低いのが典型的）。車両が一定の速度を保ったまま登ることができる最大の勾配を、その車輛の「登坂能力」（あるいは「登攀能力」）と呼ぶこともある。道路の脇の斜面は盛土や切土と呼ばれ、それらを作るのにもこれらの技術が用いられた。
日本の法令においては、道路構造令にその基準が定められており、最大の斜度は、設計速度時速20kmの道路で原則9％のところ、特別の事情がある場合に限って12％となっている。

10%勾配警告標識: オランダ
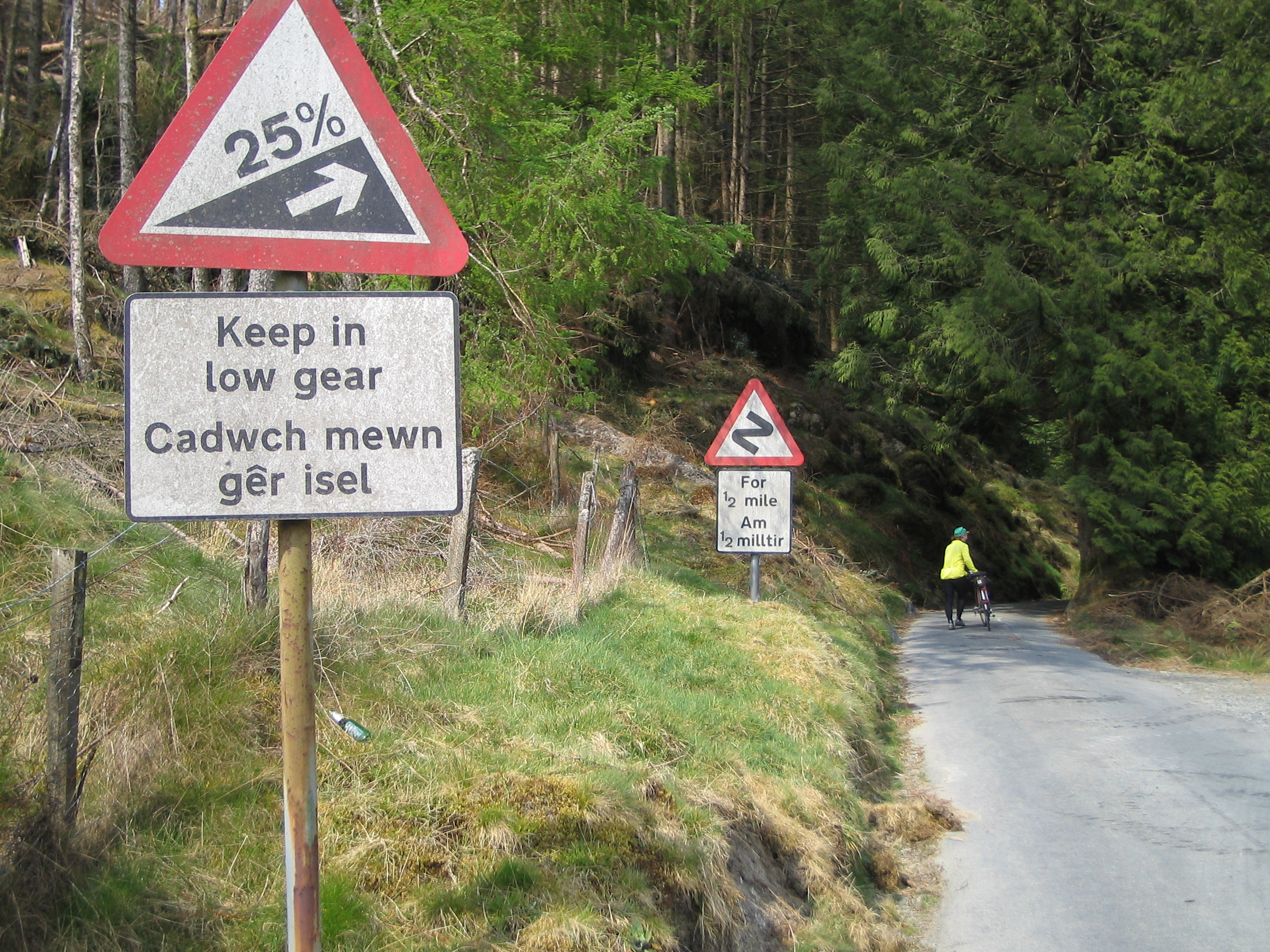
25%勾配標識: ウェールズ
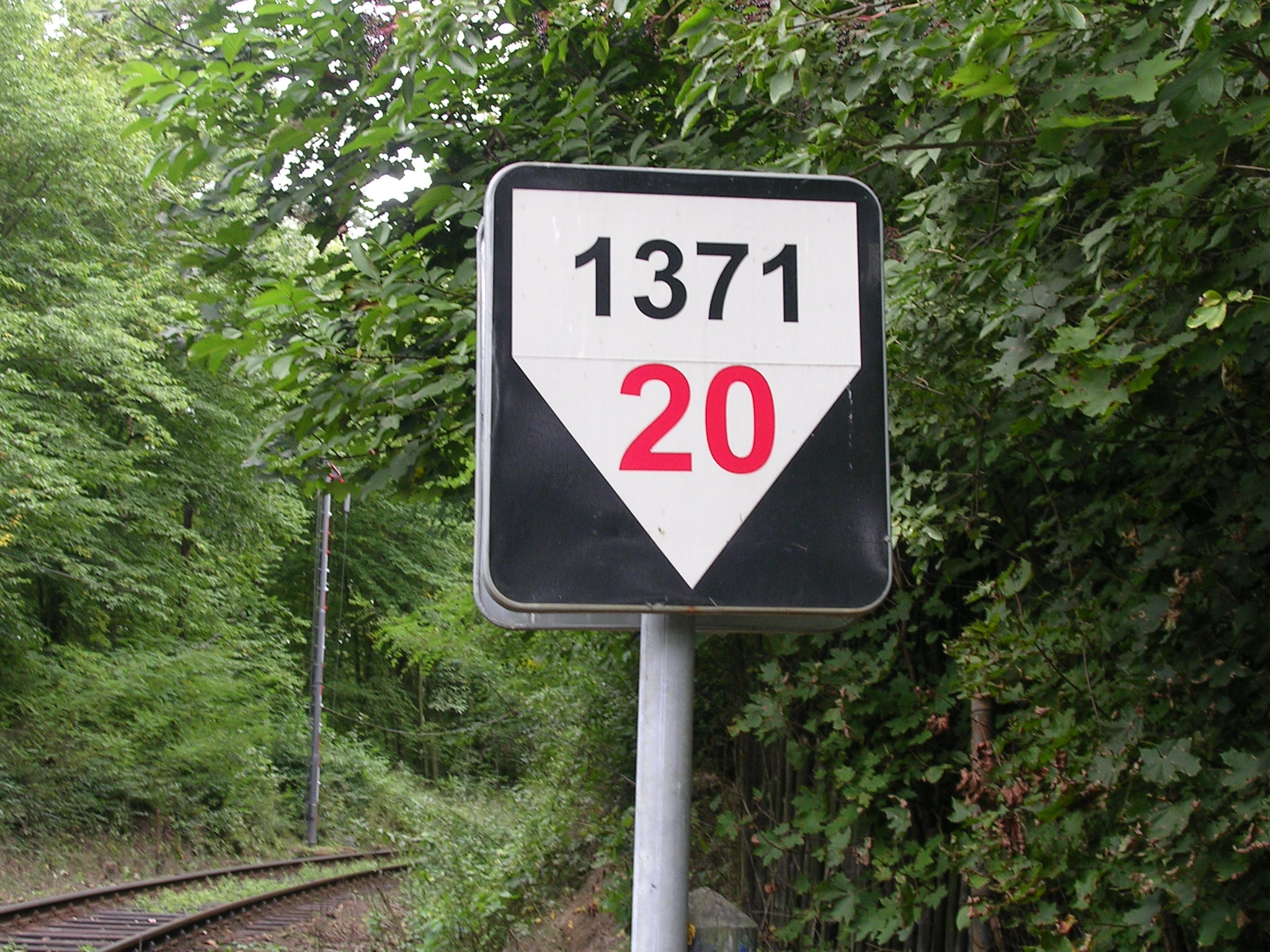
1371メートルの長さで伸びる20 ‰ (2 %)勾配: チェコ共和国
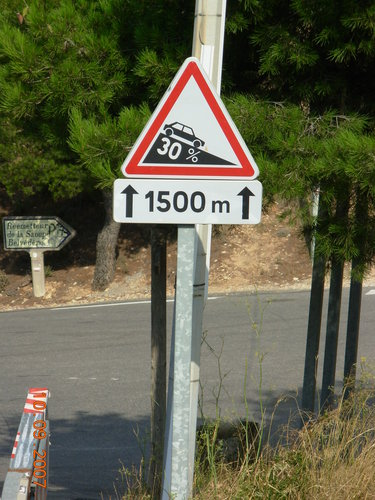
1500mにわたる30%勾配警告標識: フランスはカシスの尾根道
7%下り勾配警告標識: フィンランド

## 環境デザイン
様々な勾配は、工学的および美的な設計要因として、景観設計、庭園設計、造園術および建築様式において重要な要素である。排水、斜面安定性、人や車の流れ、建築基準法の順守、および設計統合は環境デザインにおいて勾配を考慮する側面を持つ。

## 鉄道

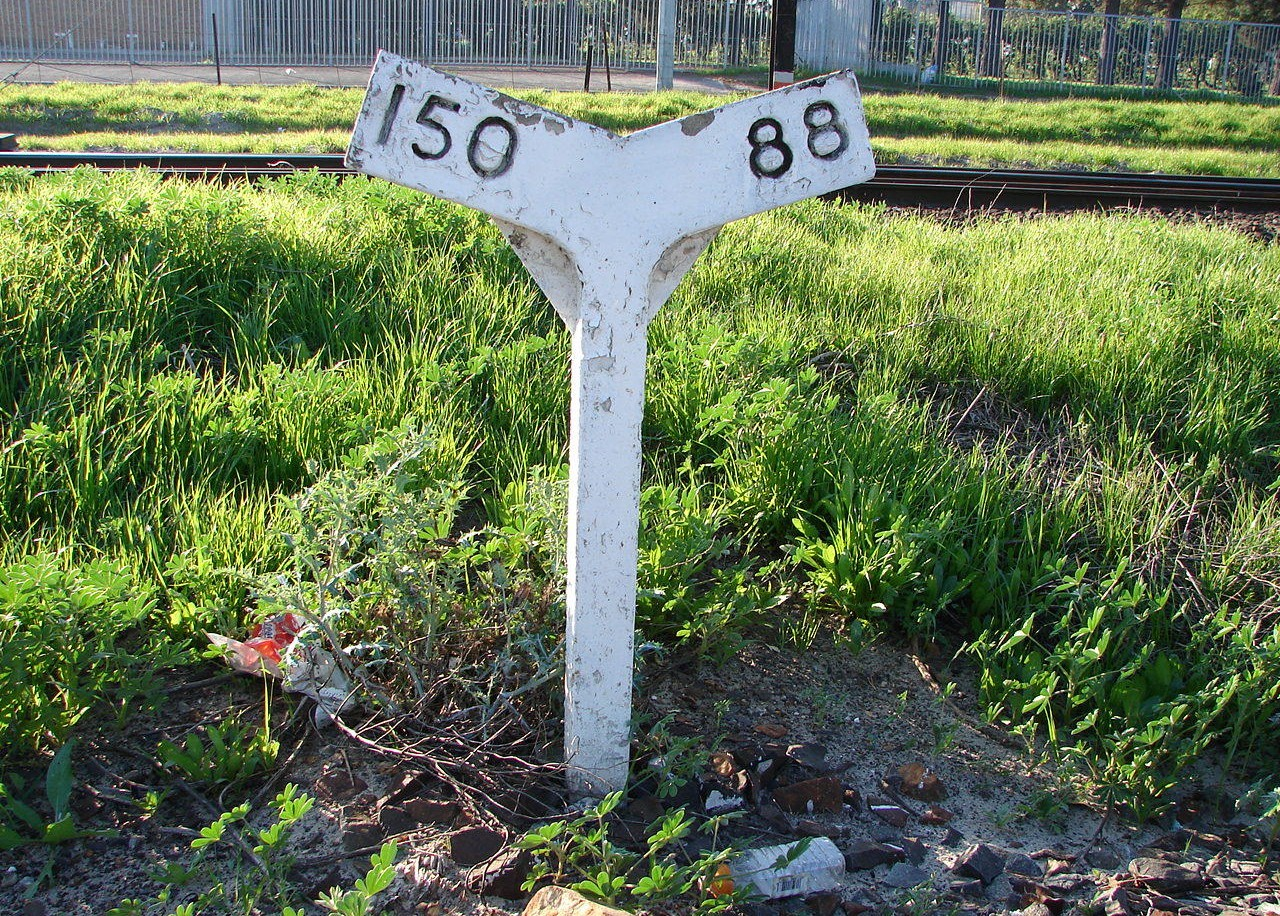
鉄道の勾配票、南アフリカ共和国西ケープ州ベルヴィルにて、150分の1勾配と88分の1勾配を示している

鉄道における勾配は、機関車が自重を含めて牽引することができる重量を制限する。1パーセント（100分の1）の勾配では、平坦路線に比べて牽引できる重量は半分以下となる。20 km/h程度で走行する非常に重い列車では、その速度では平坦区間に比べて20倍もの牽引力を必要とすることがある。初期の機関車の牽引力およびそのブレーキ力は非常に弱かったため、初期のイギリスの鉄道では0.05パーセント（2000分の1）程度の非常に緩い勾配で建設された。急勾配は短区間に集中して設けられ、補助機関車を投入したりケーブル牽引を導入したりするのに便利なようになっていた。こうしたケーブル牽引は、ユーストン駅から1.2 kmほどのカムデンタウンまでの区間などで使用されていた。非常に急な勾配ではこうしたケーブル牽引や、ラック式鉄道が必要とされた。
勾配は角度、マイル当たりのフィート、チェーンあたりのフィート、分数表記、パーセント、パーミル、キロメートル当たりのメートルといった表現方法であらわされる。測量者は切りの良い数値を好むので、勾配の表現方法が実際に選択される勾配に影響を与えることがある。
粘着式鉄道として急勾配なのは以下のような区間がある。
- 13.5 %（7.4分の1） - ポルトガル・リスボン、リスボン市電
- 11.6 %（8.62分の1） - オーストリア・リンツ、ペストリンク鉄道[2]
- 11.0 %（9.09分の1） - アメリカ合衆国、キャス・シーニック鉄道
- 9.0 %（11.11分の1） - フランス、サン・ジェルヴェ - ヴァロルシーヌ線
- 8.0 %（12.5分の1） - 日本、小田急箱根鉄道線（箱根登山電車）
- 7.1 %（14.08分の1） - オーストリア、エルツベルク鉄道
- 7.0 %（14.28分の1） - スイス、レーティッシュ鉄道
- 6.0 %（16.7分の1） - チリ・アリカ - ボリビア・ラパス
- 6.0 %（16.6分の1） - イギリス・ロンドン、ドックランズ・ライト・レイルウェイ
- 5.6 %（18分の1） - ノルウェー・フロム
- 5.1 %（19.6分の1） - アメリカ合衆国・ノースカロライナ州、サルダ勾配
- 5.0 %（20分の1） - パキスタン、カイバル峠鉄道
- 5.0 %（20分の1） - 日本、南海高野線（高野下駅 - 極楽橋駅間）
- 4.0 %（25分の1） - ドイツ、ケルン-ライン＝マイン高速線
- 4.0 %（25分の1） - パキスタン、ボラン峠鉄道
- 4.0 %（25分の1、1マイルあたり212.2フィート） - オーストラリア・ニューサウスウェールズ州、オベロン線
- 4.0 %（25分の1） - インド、マテラン・ライト・レイルウェイ, India [3]
- 3.7 %（27分の1） - イギリス・ダービーシャー、エクルスボーン・バレー鉄道
- 1.51 %（66分の1、1チェーンあたり1フィート） - ニューサウスウェールズ鉄道南線の一部

### 曲率に対する補正
急カーブでの勾配は、同じ勾配の直線路と比べて実質的に少し急になるため、これに「補正」を加えたうえで制限勾配を至る所一様に保つためには急カーブでの勾配は少し下げておく必要がある。

### 貫通ブレーキ
空気ブレーキや真空ブレーキなどの貫通ブレーキが導入される前の時代には、急勾配は列車を安全に止めることが難しいという大きな問題があった。極端な場合としては、鉄道検査官はラッジウィック駅の開設に際して、開業前に勾配を修正するように指示したことがある。これによりプラットホーム脇の番線の勾配を80分の1から130分の1に緩和することになった。

## 勾配の効果
勾配が大きくなれば、同じスピードでの登坂には動物も機械もより多くの力を必要とすることになるので、経路の勾配は小さいほうが望ましいということになるが、それと同時に（総移動距離が顕著に増加するなど）別な部分で不利益が出ることにもなる。 
車輛が急勾配を上がる過程で、より多くの燃料消費が必要となり、典型的には大気汚染の増加が引き起こされる。勾配を登る動力車輛が引き起こす騒音レベルも増加する。